# Tjingiz Ajtmatov
Tjingiz Ajtmatov (kirgisisk: Чыңгыз Айтматов (Çıňğız Aytmatov), russisk Чингиз Торекулович Айтматов tr. Tjingis Torekulovitj Ajmatov) (12. december 1928 i Sjeker, Kirgisistan – 10. juni 2008 i Nürnberg, Tyskland) var en kirgisisk-russisk forfatter, redaktør og diplomat. Han udgav sine værker på både russisk og kirgisisk.
Som ung sluttede han sig til kommunistpartiet, hvor han havde flere tillidsposter. Alligevel blev han regnet som en moderat kritiker og var ven og allieret af Mikhail Gorbatjov i dennes bestræbelser for perestrojka. Ajtmatov debuterede i 1952, mens han læste til agronom. Han skiftede siden til litteraturstudiet og arbejdede i en årrække som journalist ved Pravda og som redaktør for tidsskrifterne Literaturnaja gaseta og Novyj mir.
Ajtmatov fik sit litterære gennembrud med udgivelsen af den korte kærlighedsroman Dzjamilja i 1958, som sidenhen er oversat til knap 100 sprog. Romanens internationale succes skyldes ikke mindst den franske forfatter Louis Aragon, der i forordet til den franske udgave beskrev bogen som ”den smukkeste kærlighedshistorie i verden.” Romanen blev filmatiseret i 1968 under samme navn efter Ajtmatovs manuskript. Ajtmatovs mest kendte værker udover Dzjamilja inkluderer romanerne Farvel, Gulsary (1966), Den hvide damper (1972), Vigesporet (1981) og Skafottet (1986). Han bruger ofte gamle mundtlige fortællinger og myter i sine romaner, der desuden er kendetegnet ved en enkel skrivestil med vemodige undertoner.
Ajtmatov var fra 1990 Kirgisistans ambassadør til EU, NATO, UNESCO og Benelux-landene, og senere også til Frankrig.
Tjingiz Ajtmatov er far til den kirgisiske udenrigsminister Askar Ajtmatov.

## Karriere
Tjingiz Ajtmatov tilhørte efterkrigstids generationen, og det var ikke før han udgav Dzjamilja at han blev anerkendt som forfatter.
I 1963 modtog Ajtmatov Leninprisen for samlingen "Fortællinger om bjerget og stepperne" der blandt andet indeholdt Pervyj uchitel, Dzjamilja og Farvel, Gulsary.
Hans værkers kvalitet blev ophøjet af beundrere og selv kritikere nævnte den høje kvalitet i hans værker.
Mange af hans tidligere værker blev skrevet på kirgisk, hvoraf nogle blev oversat til russisk af ham selv mens nogle oversat af andre oversættere. Siden 1966 skrev han dog på russisk. 

## Udvalgte værker
- Dzjamilja (1958)
- Farvel, Gulsary (1966)
- Den hvide damper (1972)
- Vigesporet (1981)
- Skafottet (1986)